# Hato El Frío
Hato El Frío es una hacienda histórica, reserva natural, humedal y un Centro de Ecoturismo propiedad del Estado ubicado en el Municipio Muñoz del Estado Apure en la región de Los Llanos de Venezuela, al norte de América del Sur. Es uno de los espacios naturales más importantes de la región junto con el Hato El Cedral.

## Historia
Después de la Guerra de Independencia de Venezuela contra España, el General Simón Bolívar otorgó reconocimientos a varios militares que contribuyeron de forma decisiva a la victoria venezolana en el Conflicto, es por ello que en 1824 Bolívar otorga al General José Antonio Páez la propiedad de Hato El Frío. El mismo general Páez en su autobiografía publicada en 1878 menciona el Hato:
''Retireme pues á mi hato del Frio, no sin haber dado antes al Presidente todas las pruebas que aseguraban la buena amistad y armonía que siempre mantuvimos''
Posteriormente la propiedad paso a manos de Bárbara Nieves quien fue compañera sentimental del General Páez y le diera 4 hijos. Cambiando entre varios propietarios a lo largo de los años. 
La actividad ganadera de este lugar permitió su conservación casi intacta hasta 1911 cuando fue adquirida por el Poeta Samuel Darío Maldonado. En el lugar se han preservando ecosistemas de Sabana y una variedad de especies animales y flora de la región. En 1977 fue creada la Estación Biológica El Frío (EBEF) donde se realizaron numerosos estudios, documentales, publicaciones científicas y programas de Conservación.
En 1987 se impulsó un plan para salvar a los especímenes sobrevivientes del Caiman del Orinoco en peligro de extinción criando y liberando a través de los años miles de crías de forma exitosa.
En 1989 el gobierno venezolano impulsado por las peticiones de diversos investigadores, conservacionistas y científicos crea la Reserva de Fauna y Refugio de Pesca de Hato El Frío (Refugio de Fauna Silvestre Reserva de Pesca y Zona Protectora Caño Guaritico). En diciembre de 2007 se presentó ante autoridades de la Unesco la iniciativa de la Reserva de Biosfera “Apuroquia” con epicentro en el Hato El Frío.
En marzo de 2009. el lugar fue expropiado por el Estado Venezolano, por solicitud expresa del difunto Presidente Hugo Chávez, argumentando su importancia ecológica, histórica y científica, sin haber pagado la justa indemnización a los legítimos propietarios del Hato, tal como obliga la Constitución de la República Bolivariana de Venezuela. Hoy el Hato se encuentra en el más lamentable y terrible abandono. 

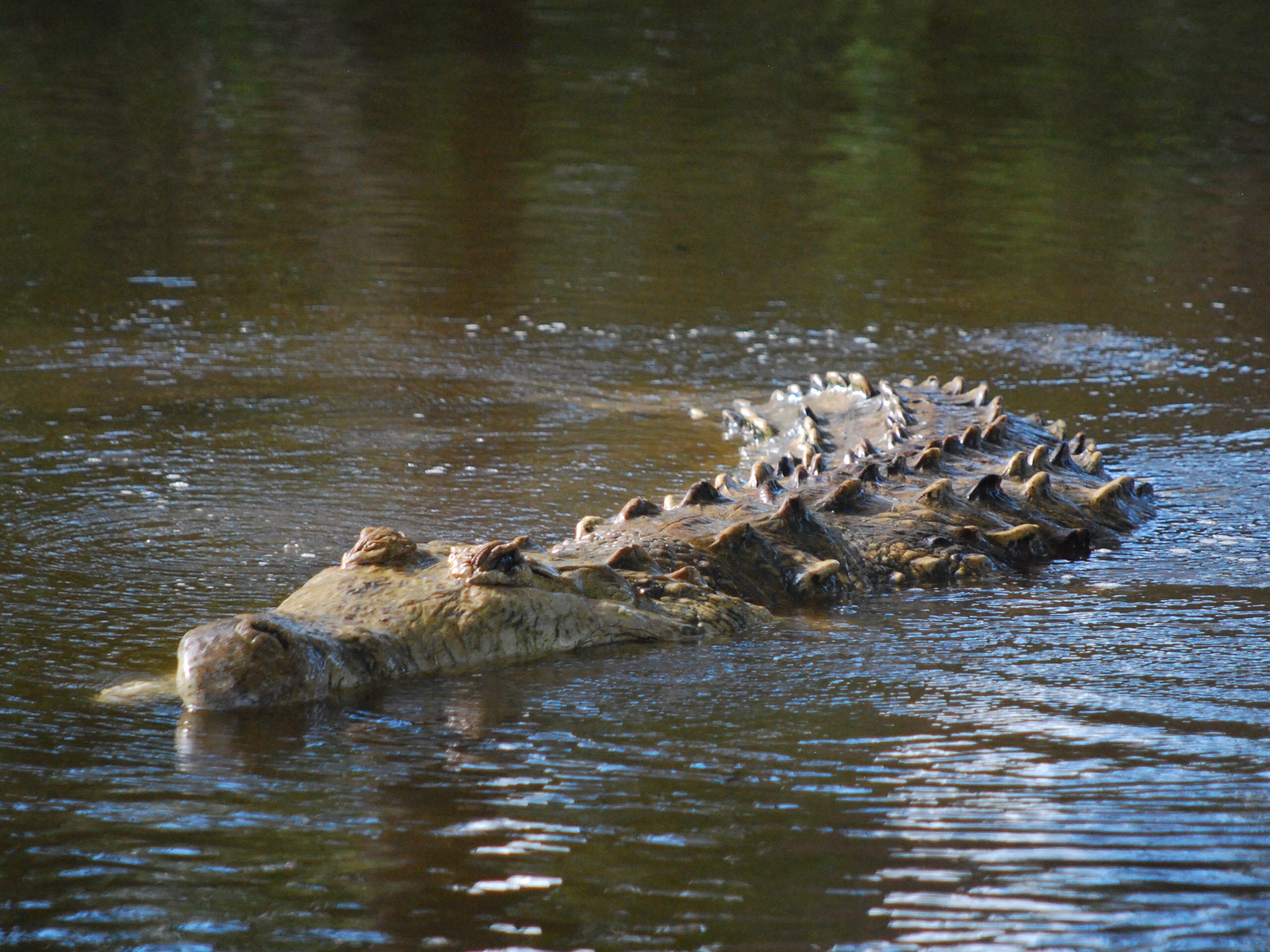
Caimán del Orinoco en el Hato El Frío

## Geografía
Ocupa un área de unos 600 kilómetros cuadrados de áreas inundables y humedales que son importantes para especies como el Caimán del Orinoco, El Chigüire o las Anacondas. Se ubica en la Parroquia El Mantecal del Municipio Munoz del Estado Apure en Venezuela. Se cree que es el hogar de 300 especies de plantas, 200 de ellas acuáticas, más de 60 especies de mamíferos, (donde destacan cinco especies de felinos: jaguar, puma, cunagüaro y onza), 300 especies de aves, 29 de reptiles, 18 de anfibios y 200 de peces.

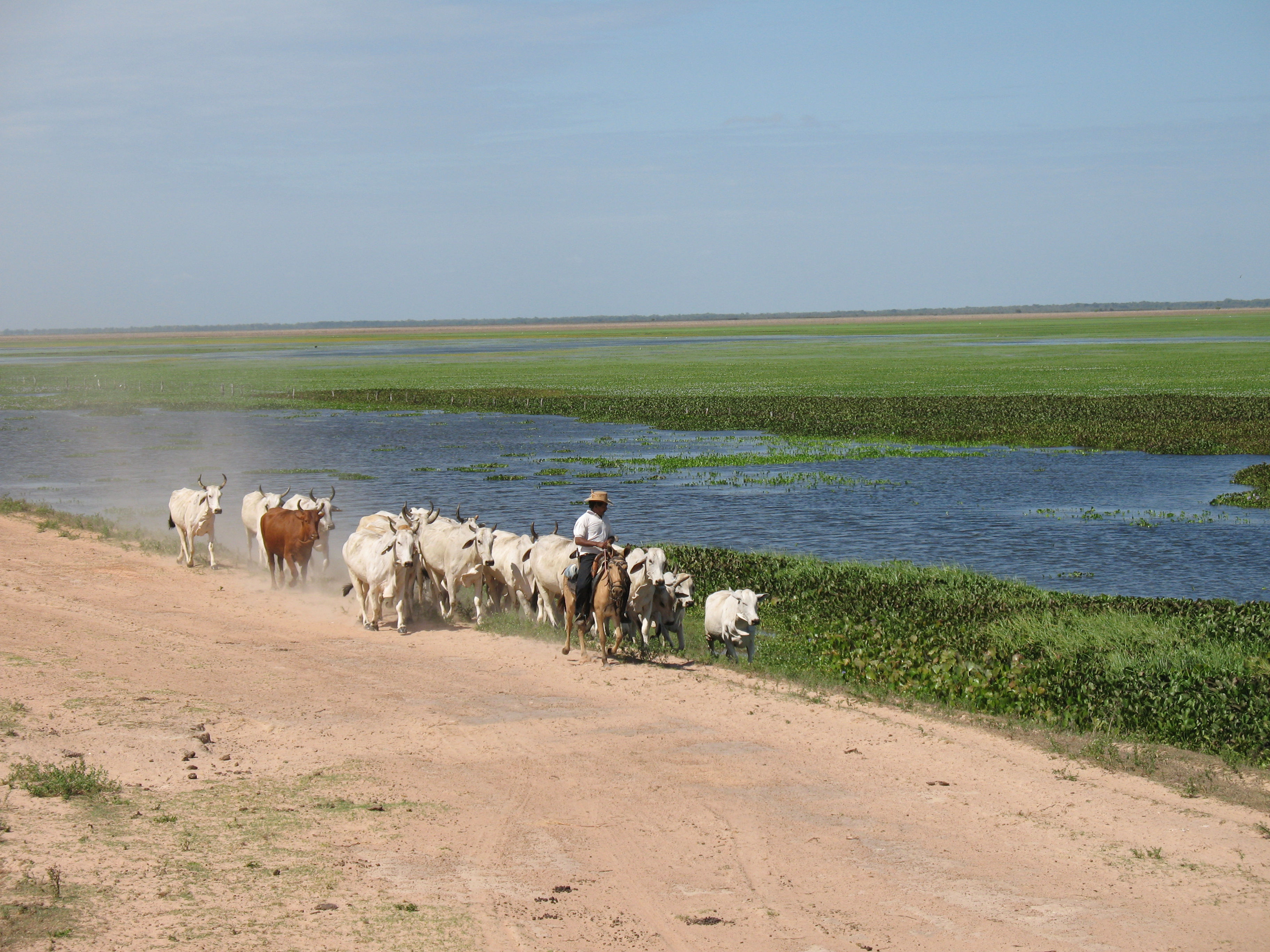
Actividad ganadera en el Hato El Frío

El clima de la región tropical, con dos estaciones bien diferenciadas durante el año: la seca y la lluviosa, que modifican drásticamente el paisaje llanero. El área es territorio de amplias planicies atravesado por numerosos arroyos y ríos, con algunas secciones del llamado bosque de galería que caracterizan a esta parte del país. Ha sido reconocido internacionalmente como refugio de vida silvestre y sitio natural excepcional.